# Уэбер-Сити (Виргиния)
Уэбер-Сити (англ. Weber City) — город в округе Скотт  в штате Виргиния США. По данным переписи 2020 года, численность населения составляла 1250 человек.

## Население
| 2010 | 2020  |
| ---- | ----- |
| 1327 | ↘1250 |